# ГЕС Ізола-Серафіні
ГЕС Ізола-Серафіні (італ. Centrale idroelettrica di Isola Serafini) — гідроелектростанція на півночі Італії, єдина з потужністю понад 50 МВт на річці По (басейн Адріатичного моря). Розташована в комуні Монтічеллі-д'Онджина, за декілька кілометрів на захід від Кремони.
Рівнинний характер річки зумовив вибір нехарактерної для італійських ГЕС схеми. Водопропускна гребля з одинадцяти секцій довжиною 362 метри перекрила По, яка в цьому місці описує вигнуту на північ дугу, та спрямувала основний потік по хорді в канал довжиною 5,2 км (протяжність природного річища, яке огинає утворений острів Ізола-Серафіні, понад 13 км). На самому початку каналу розташований машинний зал, а справа від нього судноплавний шлюз.
Основне обладнання станції становлять чотири турбіни типу Каплан загальною потужністю 82 МВт, які при напорі від 3,5 до 11 метрів забезпечують виробництво 484 млн кВт·год електроенергії на рік.
Видача продукції відбувається по ЛЕП, що працює під напругою 132 кВ.